# Petr Prajsler
Petr Prajsler (* 21. září 1965 v Hradci Králové, Československo) je bývalý český hokejový obránce, který nastupoval v československé 1. lize i v NHL.

## Kariéra
Odchovanec královéhradeckého hokeje debutoval v dresu mateřského Stadionu Hradec Králové v 1. ČNHL v sezoně 1983/84. V roce 1984 přestoupil do Tesly Pardubice. V roce 1985 byl draftován týmem Los Angeles Kings. V témže roce slavil zisk stříbrných medailí s reprezentační dvacítkou na MS v Helsinkách. V sezoně 1986/87 pomohl pardubické Tesle získat mistrovský titul. Roku 1987 se společně s manželkou nevrátil z dovolené v Jugoslávii a přes Rakousko nelegálně emigroval do USA. V zámoří hrál v letech 1987-92 v týmech NHL Los Angeles Kings a Boston Bruins. Roku 1992 se vrátil z emigrace zpět do vlasti a v sezoně 1992/93 pomohl mateřskému klubu HC Stadion Hradec Králové k historickému postupu mezi hokejovou elitu. V extralize však odehrál pouze 17 zápasů a kvůli rozporům s vedením roku 1993 v klubu skončil. Začal se věnovat podnikání a v dalších letech již nastupoval pouze jako amatér v nižších soutěžích za Jaroměř, Chotěboř či Nový Bydžov.